# Getting Even with Dad
Getting Even with Dad is een Amerikaanse filmkomedie uit 1994 geregisseerd door Howard Deutch. De film kreeg negatieve kritieken van critici.

## Verhaal
Ray Gleason, een ex-gedetineerde, moet een week lang voor zijn van hem vervreemde zoon Timmy zorgen, terwijl diens tante op huwelijksreis is. Ray heeft met twee handlangers een overval op zeldzame munten gepleegd. Timmy ontdekt dat en gebruikt de munten als chantagemiddel, zodat zijn vader quality time met hem doorbrengt. Timmy verbergt de munten wat leidt tot een reeks misverstanden, een gefaalde speurtocht en uiteindelijk een arrestatie van Ray en zijn handlangers. Onderweg wordt Ray gevolgd door een undercover agente, Theresa, met wie hij een klik heeft. De buit blijkt veilig verstopt in een winkeletalage en de beschuldigingen tegen Ray worden ingetrokken. Ray besluit definitief het vaderschap op zich te nemen en begint samen met Timmy aan een nieuw hoofdstuk.

## Rolverdeling
| Acteur            | Personage            |
| ----------------- | -------------------- |
| Macaulay Culkin   | Timmy Gleason        |
| Ted Danson        | Ray Gleason          |
| Glenne Headly     | Theresa Walsh        |
| Saul Rubinek      | Robert "Bobby" Drace |
| Gailard Sartain   | Carl                 |
| Sam McMurray      | Alex Serransky       |
| Kathleen Wilhoite | Kitty Gleason        |
| Sydney Walker     | Mr. Wankmueller      |
| Héctor Elizondo   | Lt. Romayko          |
| Ron Canada        | Zinn                 |
| Dann Florek       | Wayne                |
| Scott Beach       | Wino                 |

## Nominaties
| Westrijd                      | Categorie        | Ontvanger(s)    | Resultaat   | Ref.  |
| ----------------------------- | ---------------- | --------------- | ----------- | ----- |
| Golden Raspberry Awards 1994  | Slechtste acteur | Macaulay Culkin | Genomineerd | [ 5 ] |
| The Stinkers Bad Movie Awards | Slechtste acteur | Macaulay Culkin | Genomineerd |       |